# Coppa UEFA 2005-2006 (calcio a 5)
La Coppa UEFA 2005-2006 è stata la 5ª edizione del torneo continentale riservato ai club di calcio a 5 vincitori nella precedente stagione del massimo campionato delle federazioni affiliate alla UEFA. La competizione si è disputata tra il 10 settembre 2005 e il 7 maggio 2006 e avrebbe dovuto coinvolgere 34 squadre, scese tuttavia di un'unità dopo la rinuncia dei moldavi del Camelot Chișinău  nel gruppo 7. A vincere il trofeo è stato l'Interviú, al secondo successo nella manifestazione, che nella doppia finale ha superato la Dinamo Mosca, alla seconda finale consecutiva persa.

## Turno preliminare
| Squadra       | P.ti | G | V | N | P | GF | GS | DR  |
| ------------- | ---- | - | - | - | - | -- | -- | --- |
| Tal-Grig      | 6    | 3 | 2 | 0 | 1 | 13 | 8  | +5  |
| Dinamo Tirana | 6    | 3 | 2 | 0 | 1 | 11 | 7  | +4  |
| White Bear    | 6    | 3 | 2 | 0 | 1 | 9  | 3  | +6  |
| Roubaix       | 0    | 3 | 0 | 0 | 3 | 3  | 18 | -15 |

| Londra 10 settembre 2005, ore 16:00 WEST | White Bear | 1 – 2 (0-1) referto | Dinamo Tirana | Crystal Palace National Sports Centre |
| Topalo 21’ Marcatori 19’ , 31’ Mullaj    |            |                     |               |                                       |
|                                          |            |                     |               |                                       |
| Topalo 21’                               | Marcatori  | 19’, 31’ Mullaj     |               |                                       |

| Londra 10 settembre 2005, ore 18:00 WEST                                                                    | Roubaix   | 2 – 7 (1-2) referto                                                             | Tal-Grig | Crystal Palace National Sports Centre |
| Vieira 7’ , 36’ Marcatori 18’ , 38’ Danielyan 20’ , 37’ Kapukranyan 23’ Niazyan 31’ Petrosyan 39’ Mesropyan |           |                                                                                 |          |                                       |
| |           |                                                                                 |          |                                       |
| Vieira 7’, 36’                                                                                              | Marcatori | 18’, 38’ Danielyan 20’, 37’ Kapukranyan 23’ Niazyan 31’ Petrosyan 39’ Mesropyan |          |                                       |

| Londra 11 settembre 2005, ore 14:00 WEST                              | Roubaix   | 0 – 6 (0-3) referto                                       | White Bear | Crystal Palace National Sports Centre |
| Marcatori 3’ , 33’ Salagishvili 12’ Snigur 14’ Lungu 24’ , 38’ Topalo |           |                                                           |            |                                       |
|                                                                       |           |                                                           |            |                                       |
|                                                                       | Marcatori | 3’, 33’ Salagishvili 12’ Snigur 14’ Lungu 24’, 38’ Topalo |            |                                       |

| Londra 11 settembre 2005, ore 16:00 WEST                                                                         | Tal-Grig  | 5 – 4 (2-1)                            | Dinamo Tirana | Crystal Palace National Sports Centre |
| Sahakyan 6’ , 14’ Kapukranyan 29’ Devdariani 32’ Mesropyan 40’ Marcatori 20’ Nikolli 26’ , 40’ Mullaj 31’ Spahiu |           |                                        |               |                                       |
| |           |                                        |               |                                       |
| Sahakyan 6’, 14’ Kapukranyan 29’ Devdariani 32’ Mesropyan 40’                                                    | Marcatori | 20’ Nikolli 26’, 40’ Mullaj 31’ Spahiu |               |                                       |

| Londra 13 settembre 2005, ore 18:00 WEST                               | Dinamo Tirana | 5 – 1 (3-0) referto | Roubaix | Crystal Palace National Sports Centre |
| Mullaj 4’ , 19’ Spahiu 5’ Qopekaj 30’ Llagami 35’ Marcatori 37’ Vieira |               |                     |         |                                       |
|                                                                        |               |                     |         |                                       |
| Mullaj 4’, 19’ Spahiu 5’ Qopekaj 30’ Llagami 35’                       | Marcatori     | 37’ Vieira          |         |                                       |

| Londra 13 settembre 2005, ore 20:00 WEST     | White Bear | 2 – 1 (0-1)  | Tal-Grig | Crystal Palace National Sports Centre |
| Snigur 25’ Topalo 37’ Marcatori 1’ Danielyan |            |              |          |                                       |
|                                              |            |              |          |                                       |
| Snigur 25’ Topalo 37’                        | Marcatori  | 1’ Danielyan |          |                                       |

## Primo turno

### Gruppo 1
| Squadra          | P.ti | G | V | N | P | GF | GS | DR  |
| ---------------- | ---- | - | - | - | - | -- | -- | --- |
| Qairat           | 9    | 3 | 3 | 0 | 0 | 18 | 4  | +14 |
| Raba             | 6    | 3 | 2 | 0 | 1 | 8  | 10 | -2  |
| Dorožnyk         | 3    | 3 | 1 | 0 | 2 | 7  | 10 | -3  |
| Székelyudvarhely | 0    | 3 | 0 | 0 | 3 | 8  | 17 | -9  |

| Riga 15 ottobre 2005, ore 14:00 EEST                                                       | Raba      | 1 – 6 (0-3) referto                                    | Qairat | Olimpiskais Sporta Centrs |
| Aleksejevs 32’ ( rig. ) Marcatori 8’ , 12’ Etienne 10’ Butrin 22’ , 35’ Waguinho 38’ Cacau |           |                                                        |        |                           |
|                                                                                            |           |                                                        |        |                           |
| Aleksejevs 32’ (rig.)                                                                      | Marcatori | 8’, 12’ Etienne 10’ Butrin 22’, 35’ Waguinho 38’ Cacau |        |                           |

| Riga 15 ottobre 2005, ore 16:30 EEST                                                                  | Dorožnyk  | 5 – 3 (3-1) referto                       | Székelyudvarhely | Olimpiskais Sporta Centrs |
| Lushkouski 12’ , 18’ , 19’ Ivaniutsin 39’ , 40’ Marcatori 15’ ( rig. ) Mihály 31’ Lá. Szőcs 40’ Csoma |           |                                           |                  |                           |
| |           |                                           |                  |                           |
| Lushkouski 12’, 18’, 19’ Ivaniutsin 39’, 40’                                                          | Marcatori | 15’ (rig.) Mihály 31’ Lá. Szőcs 40’ Csoma |                  |                           |

| Riga 16 ottobre 2005, ore 14:00 EEST                           | Qairat    | 4 – 1 (1-0) referto | Dorožnyk | Olimpiskais Sporta Centrs |
| Terent'ev 14’ Butrin 23’ , 35’ Cacau 29’ Marcatori 35’ Kadakou |           |                     |          |                           |
|                                                                |           |                     |          |                           |
| Terent'ev 14’ Butrin 23’, 35’ Cacau 29’                        | Marcatori | 35’ Kadakou         |          |                           |

| Riga 16 ottobre 2005, ore 16:00 EEST                                                | Raba      | 4 – 3 (2-1) referto         | Székelyudvarhely | Olimpiskais Sporta Centrs |
| Matvejevs 1’ Aleksejevs 17’ , 34’ Kovals 37’ Marcatori 7’ , 22’ Csoma 40’ Lá. Szőcs |           |                             |                  |                           |
|                                                                                     |           |                             |                  |                           |
| Matvejevs 1’ Aleksejevs 17’, 34’ Kovals 37’                                         | Marcatori | 7’, 22’ Csoma 40’ Lá. Szőcs |                  |                           |

| Riga 18 ottobre 2005, ore 17:00 EEST | Székelyudvarhely | 2 – 8 (1-4) referto                                                                                     | Qairat | Olimpiskais Sporta Centrs |
| Lá. Szőcs 20’ Csoma 30’ Marcatori 8’ , 25’ Butrin 10’ Waguinho 11’ ( aut. ) Ló. Szőcs 14’ Terent'ev 21’ ( rig. ) Etienne 33’ Cacau 40’ Kazakov |                  | |        |                           |
| |                  | |        |                           |
| Lá. Szőcs 20’ Csoma 30’ | Marcatori        | 8’, 25’ Butrin 10’ Waguinho 11’ (aut.) Ló. Szőcs 14’ Terent'ev 21’ (rig.) Etienne 33’ Cacau 40’ Kazakov |        |                           |

| Riga 18 ottobre 2005, ore 19:00 EEST                            | Dorožnyk  | 1 – 3 (0-0) referto                    | Raba | Olimpiskais Sporta Centrs |
| Ivaniutsin 40’ Marcatori 26’ Glazovs 27’ Bakanins 40’ Lisjakovs |           |                                        |      |                           |
|                                                                 |           |                                        |      |                           |
| Ivaniutsin 40’                                                  | Marcatori | 26’ Glazovs 27’ Bakanins 40’ Lisjakovs |      |                           |

### Gruppo 2
| Squadra          | P.ti | G | V | N | P | GF | GS | DR  |
| ---------------- | ---- | - | - | - | - | -- | -- | --- |
| Dinamo Mosca     | 9    | 3 | 3 | 0 | 0 | 26 | 2  | +24 |
| Piccadilly Varna | 4    | 3 | 1 | 1 | 1 | 11 | 11 | +0  |
| Era-Pack Chrudim | 4    | 3 | 1 | 1 | 1 | 7  | 11 | -4  |
| Cap del Carrer   | 0    | 3 | 0 | 0 | 3 | 2  | 22 | -20 |

| Pardubice 10 ottobre 2005, ore 17:00 CEST                                                      | Dinamo Mosca | 6 – 2 (2-2) referto   | Piccadilly Varna | ČEZ Arena |
| Henrique 6’ Cirilo 9’ Maevskij 23’ Joan 28’ , 30’ Rachimov 34’ Marcatori 10’ Marev 13’ Borisov |              |                       |                  |           |
|                                                                                                |              |                       |                  |           |
| Henrique 6’ Cirilo 9’ Maevskij 23’ Joan 28’, 30’ Rachimov 34’                                  | Marcatori    | 10’ Marev 13’ Borisov |                  |           |

| Pardubice 10 ottobre 2005, ore 19:30 CEST            | Era-Pack Chrudim | 3 – 1 (1-1) referto | Cap del Carrer | ČEZ Arena |
| Formánek 13’ Dvořák 27’ Rajnoch 32’ Marcatori 2’ Gil |                  |                     |                |           |
|                                                      |                  |                     |                |           |
| Formánek 13’ Dvořák 27’ Rajnoch 32’                  | Marcatori        | 2’ Gil              |                |           |

| Pardubice 11 ottobre 2005, ore 17:00 CEST                                                                                      | Cap del Carrer | 0 – 14 (0-9) referto                                                                                       | Dinamo Mosca | ČEZ Arena |
| Marcatori 2’ , 2’ , 4’ , 4’ , 10’ Joan 13’ Pelé 17’ , 18’ , 33’ Cirilo 20’ Kudlaj 27’ , 37’ , 38’ Rachimov 31’ ( aut. ) Gamero |                | |              |           |
| |                | |              |           |
| | Marcatori      | 2’, 2’, 4’, 4’, 10’ Joan 13’ Pelé 17’, 18’, 33’ Cirilo 20’ Kudlaj 27’, 37’, 38’ Rachimov 31’ (aut.) Gamero |              |           |

| Pardubice 11 ottobre 2005, ore 19:30 CEST                                                       | Era-Pack Chrudim | 4 – 4 (2-1) referto                       | Piccadilly Varna | ČEZ Arena |
| Kopecký 2’ Dvořák 18’ Ryba 27’ Rajnoch 39’ Marcatori 17’ , 29’ Petrov 24’ Marev 37’ Trendafilov |                  |                                           |                  |           |
|                                                                                                 |                  |                                           |                  |           |
| Kopecký 2’ Dvořák 18’ Ryba 27’ Rajnoch 39’                                                      | Marcatori        | 17’, 29’ Petrov 24’ Marev 37’ Trendafilov |                  |           |

| Pardubice 13 ottobre 2005, ore 17:00 CEST                               | Piccadilly Varna | 5 – 1 (3-0) referto | Cap del Carrer | ČEZ Arena |
| Hristov 7’ Georgiev 9’ Petrov 12’ , 37’ Borisov 39’ Marcatori 26’ Babot |                  |                     |                |           |
|                                                                         |                  |                     |                |           |
| Hristov 7’ Georgiev 9’ Petrov 12’, 37’ Borisov 39’                      | Marcatori        | 26’ Babot           |                |           |

| Pardubice 13 ottobre 2005, ore 19:30 CEST                               | Dinamo Mosca | 6 – 0 (2-0) referto | Era-Pack Chrudim | ČEZ Arena |
| Maevskij 9’ , 17’ Henrique 20’ Kudlaj 28’ Pelé 28’ Cirilo 32’ Marcatori |              |                     |                  |           |
|                                                                         |              |                     |                  |           |
| Maevskij 9’, 17’ Henrique 20’ Kudlaj 28’ Pelé 28’ Cirilo 32’            | Marcatori    |                     |                  |           |

### Gruppo 3
| Squadra     | P.ti | G | V | N | P | GF | GS | DR  |
| ----------- | ---- | - | - | - | - | -- | -- | --- |
| Benfica     | 9    | 3 | 3 | 0 | 0 | 16 | 2  | +14 |
| Aramis      | 4    | 3 | 1 | 1 | 1 | 10 | 13 | -3  |
| Tal-Grig    | 2    | 3 | 0 | 2 | 1 | 9  | 10 | -1  |
| AGBU Ararat | 1    | 3 | 0 | 1 | 2 | 6  | 16 | -10 |

| Budapest 10 ottobre 2005, ore 17:00 CEST                      | Benfica   | 3 – 2 (1-2) referto | Tal-Grig | Ferencvárosi Sporthall |
| A. Lima 3’ , 21’ M. Almeida 40’ Marcatori 7’ , 9’ Kapukranyan |           |                     |          |                        |
|                                                               |           |                     |          |                        |
| A. Lima 3’, 21’ M. Almeida 40’                                | Marcatori | 7’, 9’ Kapukranyan  |          |                        |

| Budapest 10 ottobre 2005, ore 19:00 CEST                                                                      | Aramis    | 7 – 2 (6-1) referto      | AGBU Ararat | Ferencvárosi Sporthall |
| Sivák 6’ Csernai 7’ , 12’ Frank 10’ Szabo 15’ Kõrösi 17’ Kais 38’ ( aut. ) Marcatori 10’ Sarkisian 32’ Dasaev |           |                          |             |                        |
| |           |                          |             |                        |
| Sivák 6’ Csernai 7’, 12’ Frank 10’ Szabo 15’ Kõrösi 17’ Kais 38’ (aut.)                                       | Marcatori | 10’ Sarkisian 32’ Dasaev |             |                        |

| Budapest 11 ottobre 2005, ore 17:00 CEST                          | AGBU Ararat | 0 – 5 (0-2) referto                                    | Benfica | Ferencvárosi Sporthall |
| Marcatori 8’ Zé Maria 11’ , 21’ A. Lima 35’ Jardel 38’ M. Almeida |             |                                                        |         |                        |
|                                                                   |             |                                                        |         |                        |
|                                                                   | Marcatori   | 8’ Zé Maria 11’, 21’ A. Lima 35’ Jardel 38’ M. Almeida |         |                        |

| Budapest 11 ottobre 2005, ore 19:00 CEST                                        | Aramis    | 3 – 3 (1-2) referto                       | Tal-Grig | Ferencvárosi Sporthall |
| Szabo 2’ Nagy 24’ Camin 34’ Marcatori 7’ Kapukranyan 17’ Sahakyan 40’ Mesropyan |           |                                           |          |                        |
|                                                                                 |           |                                           |          |                        |
| Szabo 2’ Nagy 24’ Camin 34’                                                     | Marcatori | 7’ Kapukranyan 17’ Sahakyan 40’ Mesropyan |          |                        |

| Budapest 13 ottobre 2005, ore 17:00 CEST                                                                         | Tal-Grig  | 4 – 4 (0-1) referto               | AGBU Ararat | Ferencvárosi Sporthall |
| Sevastides 26’ ( aut. ) Gyulambaryan 28’ Niazyan 34’ Mesropyan 36’ Marcatori 6’ Hirsch 24’ , 37’ , 40’ Sarkisian |           |                                   |             |                        |
| |           |                                   |             |                        |
| Sevastides 26’ (aut.) Gyulambaryan 28’ Niazyan 34’ Mesropyan 36’                                                 | Marcatori | 6’ Hirsch 24’, 37’, 40’ Sarkisian |             |                        |

| Budapest 13 ottobre 2005, ore 19:00 CEST                                               | Benfica   | 8 – 0 (6-0) referto | Aramis | Ferencvárosi Sporthall |
| A. Lima 2’ , 6’ Vilela 5’ Pica-Pau 8’ Jardel 13’ , 14’ Majó 32’ Zé Maria 37’ Marcatori |           |                     |        |                        |
|                                                                                        |           |                     |        |                        |
| A. Lima 2’, 6’ Vilela 5’ Pica-Pau 8’ Jardel 13’, 14’ Majó 32’ Zé Maria 37’             | Marcatori |                     |        |                        |

### Gruppo 4
| Squadra        | P.ti | G | V | N | P | GF | GS | DR  |
| -------------- | ---- | - | - | - | - | -- | -- | --- |
| Marbo Belgrado | 9    | 3 | 3 | 0 | 0 | 23 | 5  | +18 |
| Athina 90      | 6    | 3 | 2 | 0 | 1 | 13 | 15 | -2  |
| Litija         | 3    | 3 | 1 | 0 | 2 | 14 | 13 | -1  |
| Dinamo Tirana  | 0    | 3 | 0 | 0 | 3 | 6  | 23 | -17 |

| Litija 25 ottobre 2005, ore 18:15 CEST                                                                     | Marbo Belgrado | 10 – 0 (7-0) referto | Dinamo Tirana |  |
| Rajić 2’ , 4’ , 19’ Bogdanović 6’ Borojević 10’ , 33’ Šošo 12’ Popović 19’ , 29’ Dragoljević 24’ Marcatori |                |                      |               |  |
| |                |                      |               |  |
| Rajić 2’, 4’, 19’ Bogdanović 6’ Borojević 10’, 33’ Šošo 12’ Popović 19’, 29’ Dragoljević 24’               | Marcatori      |                      |               |  |

| Litija 25 ottobre 2005, ore 20:30 CEST                                                                    | Litija    | 3 – 6 (2-1) referto                                             | Athina 90 |  |
| Horvat 16’ , 32’ Mirković 19’ Marcatori 13’ , 30’ , 35’ Litos 21’ Mpismpikis 34’ Michalīs 39’ Bousmpouras |           |                                                                 |           |  |
| |           |                                                                 |           |  |
| Horvat 16’, 32’ Mirković 19’                                                                              | Marcatori | 13’, 30’, 35’ Litos 21’ Mpismpikis 34’ Michalīs 39’ Bousmpouras |           |  |

| Litija 26 ottobre 2005, ore 18:15 CEST                                                                       | Athina 90 | 1 – 8 (0-3) referto                                                              | Marbo Belgrado |  |
| Bousmpouras 27’ Marcatori 3’ , 26’ , 32’ Rajić 11’ Dimić 15’ Borojević 21’ Šošo 22’ Pavićević 36’ Bogdanović |           |                                                                                  |                |  |
| |           |                                                                                  |                |  |
| Bousmpouras 27’                                                                                              | Marcatori | 3’, 26’, 32’ Rajić 11’ Dimić 15’ Borojević 21’ Šošo 22’ Pavićević 36’ Bogdanović |                |  |

| Litija 26 ottobre 2005, ore 20:30 CEST                                                            | Litija    | 7 – 2 (4-1) referto   | Dinamo Tirana |  |
| Kos 6’ Horvat 8’ , 8’ , 38’ Vrhovec 20’ Osredkar 23’ Mirković 25’ Marcatori 3’ Mullaj 33’ Nikolli |           |                       |               |  |
|                                                                                                   |           |                       |               |  |
| Kos 6’ Horvat 8’, 8’, 38’ Vrhovec 20’ Osredkar 23’ Mirković 25’                                   | Marcatori | 3’ Mullaj 33’ Nikolli |               |  |

| Litija 28 ottobre 2005, ore 18:15 CEST                                                                                               | Dinamo Tirana | 4 – 6 (1-2) referto                                               | Athina 90 |  |
| Gaifilias 15’ ( aut. ) Dama 28’ Spahiu 30’ Nikolli 37’ Marcatori 11’ , 21’ , 35’ Bousmpouras 14’ Begaj 27’ Kritsiopis 36’ Mpismpikis |               |                                                                   |           |  |
| |               |                                                                   |           |  |
| Gaifilias 15’ (aut.) Dama 28’ Spahiu 30’ Nikolli 37’                                                                                 | Marcatori     | 11’, 21’, 35’ Bousmpouras 14’ Begaj 27’ Kritsiopis 36’ Mpismpikis |           |  |

| Litija 28 ottobre 2005, ore 20:30 CEST                                                       | Marbo Belgrado | 5 – 4 (2-3) referto                      | Litija |  |
| Rajić 2’ , 15’ , 24’ Borojević 22’ , 30’ Marcatori 13’ , 37’ Osredkar 15’ Horvat 18’ Vrhovec |                |                                          |        |  |
|                                                                                              |                |                                          |        |  |
| Rajić 2’, 15’, 24’ Borojević 22’, 30’                                                        | Marcatori      | 13’, 37’ Osredkar 15’ Horvat 18’ Vrhovec |        |  |

### Gruppo 5
| Squadra       | P.ti | G | V | N | P | GF | GS | DR |
| ------------- | ---- | - | - | - | - | -- | -- | -- |
| MB Morlanwelz | 7    | 3 | 2 | 1 | 0 | 9  | 7  | +2 |
| Karaka        | 6    | 3 | 2 | 0 | 1 | 10 | 6  | +4 |
| Araz Naxçıvan | 4    | 3 | 1 | 1 | 1 | 9  | 8  | +1 |
| De Hommel     | 0    | 3 | 0 | 0 | 3 | 6  | 13 | -7 |

| Mostar 17 ottobre 2005, ore 19:00 CEST                                                                      | MB Morlanwelz | 4 – 4 (1-3) referto                       | Araz Naxçıvan | Sportska Dvorana Bijeli Brijeg |
| Ricardo 3’ Liliu 21’ Diogenes 31’ ( aut. ) Betinho 37’ Marcatori 9’ , 36’ Fərəczadə 15’ Diogenes 19’ Sidnei |               |                                           |               |                                |
| |               |                                           |               |                                |
| Ricardo 3’ Liliu 21’ Diogenes 31’ (aut.) Betinho 37’                                                        | Marcatori     | 9’, 36’ Fərəczadə 15’ Diogenes 19’ Sidnei |               |                                |

| Mostar 17 ottobre 2005, ore 21:00 CEST                                                             | Karaka    | 6 – 3 (2-2) referto         | De Hommel | Sportska Dvorana Bijeli Brijeg |
| Buhovac 8’ Vladisavljević 12’ , 39’ Duvnjak 27’ , 29’ , 35’ Marcatori 4’ Huijdts 7’ , 39’ Marechal |           |                             |           |                                |
| |           |                             |           |                                |
| Buhovac 8’ Vladisavljević 12’, 39’ Duvnjak 27’, 29’, 35’                                           | Marcatori | 4’ Huijdts 7’, 39’ Marechal |           |                                |

| Mostar 18 ottobre 2005, ore 19:00 CEST                                        | De Hommel | 3 – 4 (2-4) referto            | MB Morlanwelz | Sportska Dvorana Bijeli Brijeg |
| Marcé 18’ de Jongh 20’ Boumann 22’ Marcatori 3’ Ricardo 12’ , 14’ , 19’ Liliu |           |                                |               |                                |
|                                                                               |           |                                |               |                                |
| Marcé 18’ de Jongh 20’ Boumann 22’                                            | Marcatori | 3’ Ricardo 12’, 14’, 19’ Liliu |               |                                |

| Mostar 18 ottobre 2005, ore 21:00 CEST                                         | Karaka    | 4 – 2 (0-1) referto       | Araz Naxçıvan | Sportska Dvorana Bijeli Brijeg |
| Duvnjak 21’ , 28’ Vladisavljević 31’ , 36’ Marcatori 10’ Sidnei 37’ Fərzəliyev |           |                           |               |                                |
|                                                                                |           |                           |               |                                |
| Duvnjak 21’, 28’ Vladisavljević 31’, 36’                                       | Marcatori | 10’ Sidnei 37’ Fərzəliyev |               |                                |

| Mostar 20 ottobre 2005, ore 19:00 CEST        | Araz Naxçıvan | 3 – 0 (2-0) referto | De Hommel | Sportska Dvorana Bijeli Brijeg |
| Fərəczadə 17’ Sidnei 18’ Azimov 40’ Marcatori |               |                     |           |                                |
|                                               |               |                     |           |                                |
| Fərəczadə 17’ Sidnei 18’ Azimov 40’           | Marcatori     |                     |           |                                |

| Mostar 20 ottobre 2005, ore 21:00 CEST | MB Morlanwelz | 1 – 0 (1-0) referto | Karaka | Sportska Dvorana Bijeli Brijeg |
| Ricardo 5’ Marcatori                   |               |                     |        |                                |
|                                        |               |                     |        |                                |
| Ricardo 5’                             | Marcatori     |                     |        |                                |

### Gruppo 6
| Squadra         | P.ti | G | V | N | P | GF | GS | DR  |
| --------------- | ---- | - | - | - | - | -- | -- | --- |
| Action 21       | 9    | 3 | 3 | 0 | 0 | 18 | 6  | +12 |
| Clearex Chorzów | 6    | 3 | 2 | 0 | 1 | 11 | 4  | +7  |
| Iberia Tbilisi  | 3    | 3 | 1 | 0 | 2 | 7  | 16 | -9  |
| Nautara         | 0    | 3 | 0 | 0 | 3 | 7  | 17 | -10 |

| Chorzów 11 ottobre 2005, ore 18:00 CEST                        | Clearex Chorzów | 4 – 1 (1-0) referto | Iberia Tbilisi | Hala sportowa MORiS |
| Marzec 19’ , 36’ Szłapa 20’ Słonina 24’ Marcatori 21’ Totladze |                 |                     |                |                     |
|                                                                |                 |                     |                |                     |
| Marzec 19’, 36’ Szłapa 20’ Słonina 24’                         | Marcatori       | 21’ Totladze        |                |                     |

| Chorzów 11 ottobre 2005, ore 20:00 CEST                                                                                    | Action 21 | 7 – 3 (5-0) referto                    | Nautara | Hala sportowa MORiS |
| Chico Paulista 7’ , 8’ Davi 10’ Rosa 15’ Pauly 19’ Alex 21’ Ait Ahmed 30’ Marcatori 25’ Ževžikovas 28’ Nemanis 33’ Šteinas |           |                                        |         |                     |
| |           |                                        |         |                     |
| Chico Paulista 7’, 8’ Davi 10’ Rosa 15’ Pauly 19’ Alex 21’ Ait Ahmed 30’                                                   | Marcatori | 25’ Ževžikovas 28’ Nemanis 33’ Šteinas |         |                     |

| Chorzów 12 ottobre 2005, ore 18:00 CEST                  | Clearex Chorzów | 5 – 0 (2-0) referto | Nautara | Hala sportowa MORiS |
| Kryger 5’ Szłapa 14’ , 25’ Filipczak 20’ , 31’ Marcatori |                 |                     |         |                     |
|                                                          |                 |                     |         |                     |
| Kryger 5’ Szłapa 14’, 25’ Filipczak 20’, 31’             | Marcatori       |                     |         |                     |

| Chorzów 12 ottobre 2005, ore 20:00 CEST                                                    | Iberia Tbilisi | 1 – 8 (1-5) referto                                                | Action 21 | Hala sportowa MORiS |
| Rafael 4’ Marcatori 3’ , 13’ , 33’ Alex 5’ , 14’ , 17’ Rosa 22’ Robinho 24’ Chico Paulista |                |                                                                    |           |                     |
|                                                                                            |                |                                                                    |           |                     |
| Rafael 4’                                                                                  | Marcatori      | 3’, 13’, 33’ Alex 5’, 14’, 17’ Rosa 22’ Robinho 24’ Chico Paulista |           |                     |

| Chorzów 14 ottobre 2005, ore 18:00 CEST                                                                                | Nautara   | 4 – 5 (4-2) referto                             | Iberia Tbilisi | Hala sportowa MORiS |
| Totladze 5’ ( aut. ) Urbelionis 6’ Buivydas 7’ Nemanis 13’ Marcatori 13’ Totladze 14’ , 22’ , 25’ Rafael 22’ Mizandari |           |                                                 |                |                     |
| |           |                                                 |                |                     |
| Totladze 5’ (aut.) Urbelionis 6’ Buivydas 7’ Nemanis 13’                                                               | Marcatori | 13’ Totladze 14’, 22’, 25’ Rafael 22’ Mizandari |                |                     |

| Chorzów 14 ottobre 2005, ore 20:00 CEST                              | Action 21 | 3 – 2 (1-1) referto      | Clearex Chorzów | Hala sportowa MORiS |
| Chico Paulista 11’ Alex 23’ , 40’ Marcatori 14’ Marzec 28’ Filipczak |           |                          |                 |                     |
|                                                                      |           |                          |                 |                     |
| Chico Paulista 11’ Alex 23’, 40’                                     | Marcatori | 14’ Marzec 28’ Filipczak |                 |                     |

### Gruppo 7
| Squadra   | P.ti | G | V | N | P | GF | GS | DR  |
| --------- | ---- | - | - | - | - | -- | -- | --- |
| Interviú  | 6    | 2 | 2 | 0 | 0 | 9  | 0  | +9  |
| Perugia   | 3    | 2 | 1 | 0 | 1 | 11 | 4  | +7  |
| Alfa Parf | 0    | 2 | 0 | 0 | 2 | 1  | 17 | -16 |

| Perugia 8 ottobre 2005, ore 16:00 CEST                                     | Interviú  | 6 – 0 (5-0) referto | Alfa Parf | PalaEvangelisti |
| Arrizabalaga 1’ , 14’ , 24’ D. Neto 2’ Marquinho 10’ Limones 17’ Marcatori |           |                     |           |                 |
|                                                                            |           |                     |           |                 |
| Arrizabalaga 1’, 14’, 24’ D. Neto 2’ Marquinho 10’ Limones 17’             | Marcatori |                     |           |                 |

| Perugia 9 ottobre 2005, ore 18:30 CEST                                                                                             | Perugia   | 11 – 1 (7-0) referto | Alfa Parf | PalaEvangelisti |
| Forte 3’ , 12’ Silveira 3’ Campagnaro 8’ , 9’ , 10’ Baptistella 19’ Danilo 26’ Giménez 29’ Gioia 31’ , 32’ Marcatori 25’ Nazkovski |           |                      |           |                 |
| |           |                      |           |                 |
| Forte 3’, 12’ Silveira 3’ Campagnaro 8’, 9’, 10’ Baptistella 19’ Danilo 26’ Giménez 29’ Gioia 31’, 32’                             | Marcatori | 25’ Nazkovski        |           |                 |

| Perugia 11 ottobre 2005, ore 21:00 CEST | Interviú  | 3 – 0 (3-0) referto | Perugia | PalaEvangelisti |
| D. Neto 5’ , 19’ Gabriel 7’ Marcatori   |           |                     |         |                 |
|                                         |           |                     |         |                 |
| D. Neto 5’, 19’ Gabriel 7’              | Marcatori |                     |         |                 |

### Gruppo 8
| Squadra         | P.ti | G | V | N | P | GF | GS | DR  |
| --------------- | ---- | - | - | - | - | -- | -- | --- |
| Šachtar         | 9    | 3 | 3 | 0 | 0 | 19 | 3  | +16 |
| Orkan Zagabria  | 4    | 3 | 1 | 1 | 1 | 11 | 7  | +4  |
| Slov-Matic FOFO | 4    | 3 | 1 | 1 | 1 | 8  | 9  | -1  |
| Ilves           | 0    | 3 | 0 | 0 | 3 | 4  | 23 | -19 |

| Zagabria 12 ottobre 2005, ore 17:30 CEST                                                       | Šachtar   | 5 – 2 (1-0) referto   | Slov-Matic FOFO | Dom sportova |
| Tsvelykh 3’ Mansurov 20’ Pylypiv 24’ Moskvyčov 26’ Yunakov 27’ Marcatori 20’ Čambal 39’ Várady |           |                       |                 |              |
|                                                                                                |           |                       |                 |              |
| Tsvelykh 3’ Mansurov 20’ Pylypiv 24’ Moskvyčov 26’ Yunakov 27’                                 | Marcatori | 20’ Čambal 39’ Várady |                 |              |

| Zagabria 12 ottobre 2005, ore 20:00 CEST                                                                        | Orkan Zagabria | 8 – 2 (3-1) referto  | Ilves | Dom sportova |
| Hertl 1’ , 26’ Capar 7’ Morina 8’ Stojkić 32’ Z. Mavrović 38’ , 38’ Bonković 39’ Marcatori 3’ Lottonen 20’ Plym |                |                      |       |              |
| |                |                      |       |              |
| Hertl 1’, 26’ Capar 7’ Morina 8’ Stojkić 32’ Z. Mavrović 38’, 38’ Bonković 39’                                  | Marcatori      | 3’ Lottonen 20’ Plym |       |              |

| Zagabria 13 ottobre 2005, ore 17:30 CEST                                                                             | Ilves     | 0 – 11 (0-3) referto                                                                                  | Šachtar | Dom sportova |
| Marcatori 12’ Miroshnyk 13’ , 33’ , 37’ Moskvyčov 17’ , 35’ , 39’ Mel'nikov 26’ , 32’ Sytin 34’ Pylypiv 35’ Mansurov |           | |         |              |
| |           | |         |              |
| | Marcatori | 12’ Miroshnyk 13’, 33’, 37’ Moskvyčov 17’, 35’, 39’ Mel'nikov 26’, 32’ Sytin 34’ Pylypiv 35’ Mansurov |         |              |

| Zagabria 13 ottobre 2005, ore 20:00 CEST             | Orkan Zagabria | 2 – 2 (2-1) referto   | Slov-Matic FOFO | Dom sportova |
| Suvajac 7’ Hertl 18’ Marcatori 14’ Čambal 33’ Hal'ko |                |                       |                 |              |
|                                                      |                |                       |                 |              |
| Suvajac 7’ Hertl 18’                                 | Marcatori      | 14’ Čambal 33’ Hal'ko |                 |              |

| Zagabria 15 ottobre 2005, ore 16:00 CEST                       | Slov-Matic FOFO | 4 – 2 (0-0) referto | Ilves | Dom sportova |
| Várady 26’ , 37’ Blažej 28’ , 36’ Marcatori 29’ , 39’ Mertanen |                 |                     |       |              |
|                                                                |                 |                     |       |              |
| Várady 26’, 37’ Blažej 28’, 36’                                | Marcatori       | 29’, 39’ Mertanen   |       |              |

| Zagabria 15 ottobre 2005, ore 18:30 CEST                       | Šachtar   | 3 – 1 (2-1) referto | Orkan Zagabria | Dom sportova |
| Mansurov 5’ Tsvelykh 12’ Moskvyčov 28’ Marcatori 5’ Dervišagić |           |                     |                |              |
|                                                                |           |                     |                |              |
| Mansurov 5’ Tsvelykh 12’ Moskvyčov 28’                         | Marcatori | 5’ Dervišagić       |                |              |

## Secondo turno

### Gruppo A
| Squadra       | P.ti | G | V | N | P | GF | GS | DR  |
| ------------- | ---- | - | - | - | - | -- | -- | --- |
| Interviú      | 9    | 3 | 3 | 0 | 0 | 20 | 4  | +16 |
| Qairat        | 4    | 3 | 1 | 1 | 1 | 10 | 9  | +1  |
| Benfica       | 2    | 3 | 0 | 2 | 1 | 6  | 8  | -2  |
| MB Morlanwelz | 1    | 3 | 0 | 1 | 2 | 2  | 17 | -15 |

| Lisbona 29 gennaio 2006, ore 16:00 WET                                 | Benfica   | 3 – 3 (2-1) referto  | Qairat | Pavilhão da Luz Nº 1 |
| A. Lima 13’ Sidnei 19’ Ricardinho 21’ Marcatori 18’ , 22’ , 38’ Butrin |           |                      |        |                      |
|                                                                        |           |                      |        |                      |
| A. Lima 13’ Sidnei 19’ Ricardinho 21’                                  | Marcatori | 18’, 22’, 38’ Butrin |        |                      |

| Lisbona 29 gennaio 2006, ore 18:00 WET                                                                                          | MB Morlanwelz | 0 – 11 (3-0) referto                                                                                              | Interviú | Pavilhão da Luz Nº 1 |
| Marcatori 2’ Gabriel 4’ Marquinho 18’ , 28’ J. Linares 24’ , 38’ J. García 26’ , 36’ A. Linares 30’ Arrizabalaga 37’ , 39’ Kiki |               | |          |                      |
| |               | |          |                      |
| | Marcatori     | 2’ Gabriel 4’ Marquinho 18’, 28’ J. Linares 24’, 38’ J. García 26’, 36’ A. Linares 30’ Arrizabalaga 37’, 39’ Kiki |          |                      |

| Lisbona 30 gennaio 2006, ore 19:00 WET                                                                 | Interviú  | 5 – 2 (5-1) referto     | Qairat | Pavilhão da Luz Nº 1 |
| Daniel 2’ Marquinho 5’ Arrizabalaga 9’ A. Linares 15’ J. Linares 20’ Marcatori 3’ Bondarev 27’ F. Neto |           |                         |        |                      |
| |           |                         |        |                      |
| Daniel 2’ Marquinho 5’ Arrizabalaga 9’ A. Linares 15’ J. Linares 20’                                   | Marcatori | 3’ Bondarev 27’ F. Neto |        |                      |

| Lisbona 30 gennaio 2006, ore 21:00 WET | Benfica   | 1 – 1 (1-0) referto | MB Morlanwelz | Pavilhão da Luz Nº 1 |
| A. Lima 15’ Marcatori 24’ Betinho      |           |                     |               |                      |
|                                        |           |                     |               |                      |
| A. Lima 15’                            | Marcatori | 24’ Betinho         |               |                      |

| Lisbona 1º febbraio 2006, ore 19:00 WET                                                   | Qairat    | 5 – 1 (2-1) referto | MB Morlanwelz | Pavilhão da Luz Nº 1 |
| Roberto 17’ ( aut. ) Terent'ev 19’ Etienne 26’ Cacau 34’ F. Neto 39’ Marcatori 6’ Aluízio |           |                     |               |                      |
|                                                                                           |           |                     |               |                      |
| Roberto 17’ (aut.) Terent'ev 19’ Etienne 26’ Cacau 34’ F. Neto 39’                        | Marcatori | 6’ Aluízio          |               |                      |

| Lisbona 1º febbraio 2006, ore 21:00 WET                                                     | Interviú  | 4 – 2 (2-2) referto    | Benfica | Pavilhão da Luz Nº 1 |
| Schumacher 12’ J. Linares 16’ Marquinho 22’ A. Linares 39’ Marcatori 3’ A. Lima 5’ Pica-Pau |           |                        |         |                      |
|                                                                                             |           |                        |         |                      |
| Schumacher 12’ J. Linares 16’ Marquinho 22’ A. Linares 39’                                  | Marcatori | 3’ A. Lima 5’ Pica-Pau |         |                      |

### Gruppo B
| Squadra        | P.ti | G | V | N | P | GF | GS | DR |
| -------------- | ---- | - | - | - | - | -- | -- | -- |
| Dinamo Mosca   | 7    | 3 | 2 | 1 | 0 | 10 | 7  | +3 |
| Šachtar        | 6    | 3 | 2 | 0 | 1 | 8  | 3  | +5 |
| Action 21      | 3    | 3 | 1 | 0 | 2 | 7  | 11 | -4 |
| Marbo Belgrado | 1    | 3 | 0 | 1 | 2 | 7  | 11 | -4 |

| Belgrado 29 gennaio 2006, ore 20:00 CET                                                | Marbo Belgrado | 4 – 4 (4-3) referto                       | Dinamo Mosca | Palata Pionir |
| Rajić 1’ , 12’ , 12’ Pavićević 20’ Marcatori 2’ Tatú 3’ Kudlaj 19’ Cirilo 28’ Maevskij |                |                                           |              |               |
|                                                                                        |                |                                           |              |               |
| Rajić 1’, 12’, 12’ Pavićević 20’                                                       | Marcatori      | 2’ Tatú 3’ Kudlaj 19’ Cirilo 28’ Maevskij |              |               |

| Belgrado 29 gennaio 2006, ore 22:00 CET                                     | Action 21 | 1 – 4 (1-2) referto                                | Šachtar | Palata Pionir |
| Alex 17'03'’ Marcatori 8'01'’ , 31'04'’ Pylypiv 10'02'’ , 31'05'’ Miroshnyk |           |                                                    |         |               |
|                                                                             |           |                                                    |         |               |
| Alex 17'03'’                                                                | Marcatori | 8'01'’, 31'04'’ Pylypiv 10'02'’, 31'05'’ Miroshnyk |         |               |

| Belgrado 30 gennaio 2006, ore 20:15 CET                                             | Marbo Belgrado | 1 – 4 (0-1) referto                                         | Šachtar | Palata Pionir |
| Šošo 27'02'’ Marcatori 20'01'’ Miroshnyk 37'03'’ Zadorožnyj 39'04'’ , 40’ Moskvyčov |                |                                                             |         |               |
|                                                                                     |                |                                                             |         |               |
| Šošo 27'02'’                                                                        | Marcatori      | 20'01'’ Miroshnyk 37'03'’ Zadorožnyj 39'04'’, 40’ Moskvyčov |         |               |

| Belgrado 30 gennaio 2006, ore 21:45 CET                                                | Dinamo Mosca | 5 – 3 (2-2) referto         | Action 21 | Palata Pionir |
| Pelé 5’ Kélson 5’ Tatú 31’ Maevskij 39’ Joan 39’ Marcatori 2’ Robinho 4’ Rosa 40’ Alex |              |                             |           |               |
|                                                                                        |              |                             |           |               |
| Pelé 5’ Kélson 5’ Tatú 31’ Maevskij 39’ Joan 39’                                       | Marcatori    | 2’ Robinho 4’ Rosa 40’ Alex |           |               |

| Belgrado 1º febbraio 2006, ore 20:00 CET | Šachtar   | 0 – 1 (0-0) referto | Dinamo Mosca | Palata Pionir |
| Marcatori 34’ ( rig. ) Cirilo            |           |                     |              |               |
|                                          |           |                     |              |               |
|                                          | Marcatori | 34’ (rig.) Cirilo   |              |               |

| Belgrado 1º febbraio 2006, ore 22:00 CET                                            | Action 21 | 3 – 2 (2-2) referto  | Marbo Belgrado | Palata Pionir |
| Chico Paulista 4'01'’ , 34'05'’ Júlio César 17'04'’ Marcatori 8'02'’ , 10'03'’ Šošo |           |                      |                |               |
|                                                                                     |           |                      |                |               |
| Chico Paulista 4'01'’, 34'05'’ Júlio César 17'04'’                                  | Marcatori | 8'02'’, 10'03'’ Šošo |                |               |

## Semifinali

### Andata
| Almaty 9 marzo 2006, ore 18:30 UTC+6      | Qairat    | 0 – 3 (0-1) referto             | Dinamo Mosca | Baluan Sholak Sport Palace |
| Marcatori 4’ Kudlaj 28’ Tatú 30’ Rachimov |           |                                 |              |                            |
|                                           |           |                                 |              |                            |
|                                           | Marcatori | 4’ Kudlaj 28’ Tatú 30’ Rachimov |              |                            |

| Donec'k 11 marzo 2006, ore 18:00 EET                                                   | Šachtar   | 1 – 6 (0-3) referto                                              | Interviú | Arena Družba |
| Sytin 38’ Marcatori 9’ , 35’ J. Linares 11’ , 20’ A. Linares 31’ Marquinho 34’ D. Neto |           |                                                                  |          |              |
|                                                                                        |           |                                                                  |          |              |
| Sytin 38’                                                                              | Marcatori | 9’, 35’ J. Linares 11’, 20’ A. Linares 31’ Marquinho 34’ D. Neto |          |              |

### Ritorno
| Mosca 24 marzo 2006, ore 19:00 UTC+3                                               | Dinamo Mosca | 5 – 2 (2-1) referto   | Qairat | Arena Družba |
| Pelé 6’ Kélson 20’ Tatú 27’ Kudlaj 34’ Kobzar' 39’ Marcatori 19’ Cacau 31’ Gustavo |              |                       |        |              |
|                                                                                    |              |                       |        |              |
| Pelé 6’ Kélson 20’ Tatú 27’ Kudlaj 34’ Kobzar' 39’                                 | Marcatori    | 19’ Cacau 31’ Gustavo |        |              |

| Alcalá de Henares 25 marzo 2006, ore 18:00 CET                                                               | Interviú  | 5 – 3 (5-1) referto                    | Šachtar | Pabellón CajaMadrid |
| Schumacher 3’ , 7’ Gabriel 10’ Marquinho 14’ J. Linares 17’ Marcatori 10’ Mansurov 27’ Yunakov 33’ Moskvyčov |           |                                        |         |                     |
| |           |                                        |         |                     |
| Schumacher 3’, 7’ Gabriel 10’ Marquinho 14’ J. Linares 17’                                                   | Marcatori | 10’ Mansurov 27’ Yunakov 33’ Moskvyčov |         |                     |

## Finale
| Alcalá de Henares 29 aprile 2006, ore 18:00 CEST                                                        | Interviú  | 6 – 3 (4-3) referto            | Dinamo Mosca | Pabellón CajaMadrid |
| Gabriel 5’ Schumacher 10’ , 18’ , 40’ Daniel 18’ Marquinho 31’ Marcatori 8’ Cirilo 12’ Pelé 15’ Malyšev |           |                                |              |                     |
| |           |                                |              |                     |
| Gabriel 5’ Schumacher 10’, 18’, 40’ Daniel 18’ Marquinho 31’                                            | Marcatori | 8’ Cirilo 12’ Pelé 15’ Malyšev |              |                     |

| Arbitri: | Giuseppe Buluggiu Massimo Cumbo Andreas Demetriou |

|                                          |           |                                      |
| Cirilo 8’ Joan 36’ Maevskij 37’ Tatú 39’ | Marcatori | 12’ J. García 36’ Daniel 40’ D. Neto |